# Myochrous longulus
Myochrous longulus är en skalbaggsart som beskrevs av J. L. Leconte 1858. Myochrous longulus ingår i släktet Myochrous och familjen bladbaggar. Inga underarter finns listade i Catalogue of Life.